# Krogsbølle Sogn
Krogsbølle Sogn er et sogn i Bogense Provsti (Fyens Stift).
I 1800-tallet var Krogsbølle Sogn et selvstændigt pastorat. Det hørte til Skam Herred i Odense Amt. Krogsbølle sognekommune blev ved kommunalreformen i 1970 indlemmet i Otterup Kommune, der ved strukturreformen i 2007 indgik i Nordfyns Kommune.
I Krogsbølle Sogn ligger Krogsbølle Kirke.

## Stednavne
I sognet findes følgende autoriserede stednavne:
- Agernæs (areal, bebyggelse, ejerlav)
- Agernæsgård (landbrugsejendom)
- Alléhuse (bebyggelse)
- Askø (areal)
- Ballemose (bebyggelse)
- Bårdesø (bebyggelse, ejerlav)
- Bårdesø Strand (bebyggelse)
- Egebjerggård (ejerlav, landbrugsejendom)
- Egeby (bebyggelse)
- Gamle Herres Skov, Den (bebyggelse)
- Gundstrup (bebyggelse, ejerlav)
- Gyngstrup (bebyggelse, ejerlav)
- Haveskov (areal)
- Jørgensø (bebyggelse)
- Jørgensø Strand (bebyggelse)
- Kristiansminde (bebyggelse)
- Krogsbølle (bebyggelse, ejerlav)
- Kørup (ejerlav, landbrugsejendom)
- Lillebro Huse (bebyggelse)
- Nærå Strand (vandareal)
- Skovhuse (bebyggelse)
- Soldalen (bebyggelse)
- Tørresø (bebyggelse, ejerlav)
- Tørresø Strand (bebyggelse)